# Indigofera suaveolens
Indigofera suaveolens är en ärtväxtart som beskrevs av Hippolyte François Jaubert och Édouard Spach. Indigofera suaveolens ingår i släktet indigosläktet, och familjen ärtväxter. Inga underarter finns listade i Catalogue of Life.